# Рождество на Украине
Рождественские праздники на Украине — Рождество Христово, которое отмечают с 24 декабря (сочельник) по 6 января (Крещение Господне) по григорианскому и новоюлианскому календарям Православная церковь Украины, греко-католики, римо-католики, большинство протестантских церквей и румынские приходы Украинской православной церкви Московского патриархата. Армянская католическая церковь на Украине традиционно для армян празднует Рождество Христово 6 января вместе с Крещеним Господним по григорианскому календарю. Рождество Христово 25 декабря является государственным выходным на Украине.
Украинская православная церковь Московского патриархата, часть протестантских церквей и некоторые приходы Православной церкви Украины празднуют Рождество по юлианскому календарю, поэтому по григорианскому праздники длятся с 6 по 19 января. Армянская епархия и Львовская армяно-католическая архиепархия празднуют Рождество с 5 по 6 января вместе с Крещением по григорианскому календарю.
Период рождественских праздников с его традиционной обрядностью вобрал в себя наиболее типичные виды народно-драматического творчества украинцев. Рождество было в значительной степени стёрто из украинского календаря на протяжении большей части XX века из-за антирелигиозной политики Советского Союза, но многие его традиции сохранились и снова возрождаются.

## Дата
С 2017 года 25 декабря, Рождество по григорианскому календарю, стало официальным государственным праздником. В декабре 2020 года глава ПЦУ митрополит Епифаний заявил, что изменение даты Рождества на 25 декабря в Украине возможно после того, как и церковь, и верующие будут готовы к такому решению, после проведения просветительской работы. Было заявлено, что перенос Рождества повлечёт за собой изменение дат всех установленных праздников на 13 дней назад.
Около ста румынских приходов на Украине, входящих в состав Украинской православной церкви Московского патриархата, всегда праздновали Рождество Христово 25 декабря по новоюлианскому календарю, как и Румынская православная церковь.
Вопрос календарной реформы ещё более остро встал после начала вторжения России на Украину в 2022 году, ведь, как утверждают некоторые публицисты и церковники, из-за использования старого стиля вместе с Русской православной церковью Украина находится в сфере «русского мира». 18 октября 2022 года Православная церковь Украины разрешила епархиям проводить богослужения на Рождество Христово по новоюлианскому календарю по желанию приходов, то есть 25 декабря. 1—2 февраля 2023 года Архиерейский Синод УГКЦ решил, что с 1 сентября 2023 года Украинская грекокатолическая церковь на Украине перейдёт на новый стиль с 1 сентября 2023 года.
24 мая 2023 года Архиерейский собор в Трапезном храме Киево-Печерской лавры согласовал переход Православной церкви Украины на новоюлианский календарь с 1 сентября 2023 года. 27 июля 2023 года Поместный Собор утвердил переход.
28 июня 2023 года Президент Украины Владимир Зеленский внёс в Верховную раду законопроект об отмене праздника Рождества Христова по юлианскому календарю 7 января и подтверждении даты 25 декабря в качестве единственного дня празднования, отражая изменения в календарях ПЦУ и УГКЦ. Парламент одобрил этот закон 14 июля 2023 года, при этом 241 депутат поддержали закон. Владимир Зеленский подписал закон 28 июля 2023 года.
Согласно исследованию, проведённому международной компанией Deloitte в ноябре 2023 года, большая часть украинцев (около 45 %) будет праздновать Рождество 25 декабря и только 17 % — 7 января, а дважды планируют праздновать 32 %.
Согласно опросу Международного республиканского института, в феврале 2024 года 53 % украинцев праздновали Рождество 25 декабря. Рождество Христово 7 января в 2024 году праздновало 11 %, а дважды — 17 %. Среди праздновавших Рождество 25 декабря преобладали греко-католики (93 %), а на втором месте — верующие Православной церкви Украины (58 %). Рождество 25 декабря отмечали также атеисты (33 %) и те, кто не принадлежит ни к одной религии (38 %). Наименее распространённой дата была среди верующих УПЦ (МП) (24 %).

## Начало

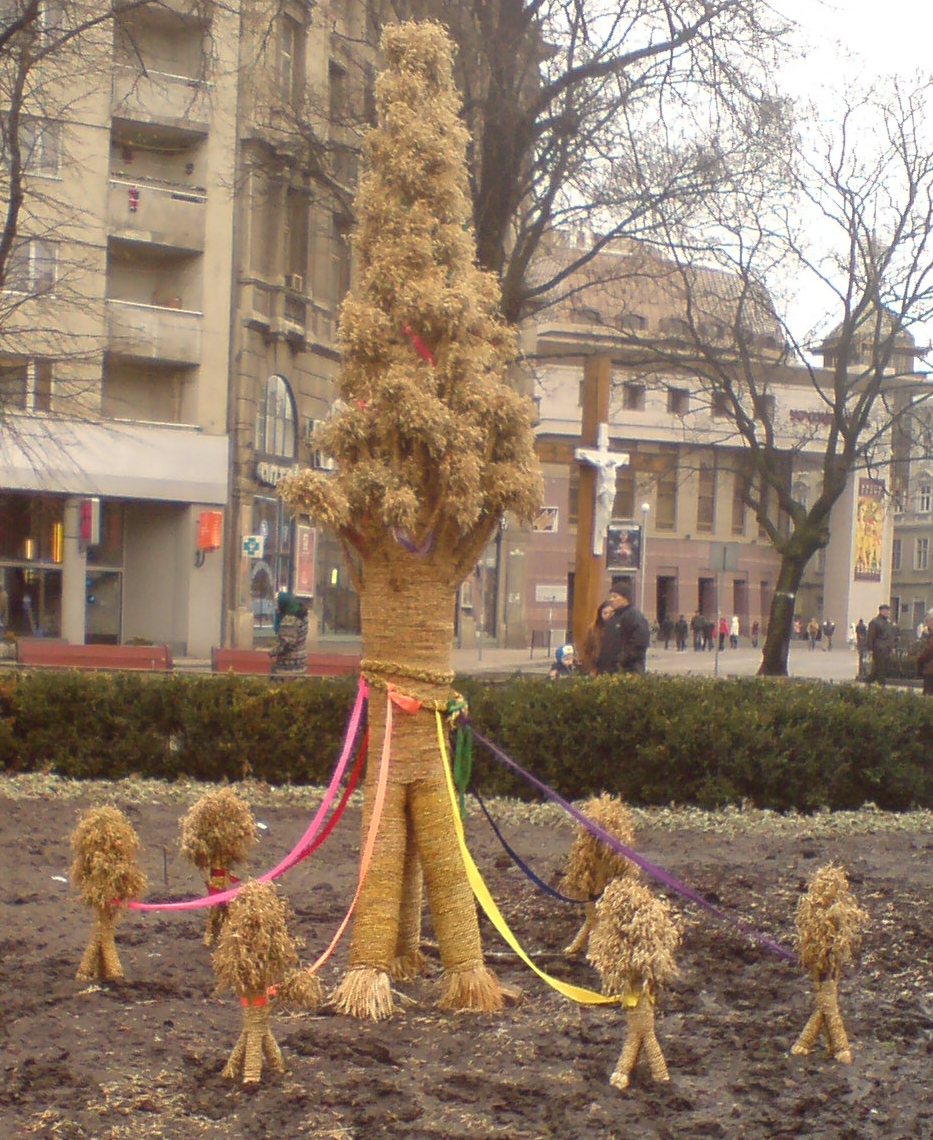
Дидух во Львове

Начало праздничного времени — получение нового огня, который зажигают на лежанке 12-ю поленьями, которые заготавливали 12 дней, для 12 разных блюд, которые приготовят на Святую вечерю. А начинает Рождественские праздники дидух — символ-знак, который вносится в дом на Святой вечер, и является сигналом к началу сочельных обрядов. Само внесение дидуха в дом — целое обрядовое действо, сопровождаемое рядом театральных элементов.
Традиционно в День святителя Николая на Украине открывают главную ёлку Украины и другие рождественские елки.

## Святой вечер
Святая вечеря — центральная традиция в сочельник. В этот день хозяйки обычно готовят двенадцать различных блюд, главным из которых является кутья.

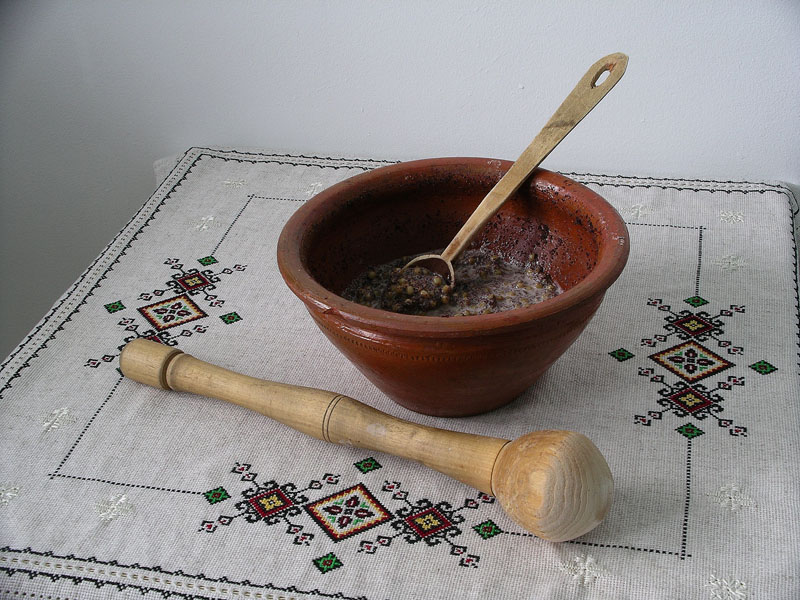
Украинская кутья

По традиции, во время Святой вечери в красном углу (покути) стоит дидух — последний обжиночный сноп, в состав которого входят: овёс, рожь, пшеница, лён. Дидух находится в доме в течение недели: его присутствие приносит в семью хорошее настроение, уют и праздничность.
Святой ужин начинается молитвой. На столе зажигают рождественскую свечу — память о душах предков. За праздничный стол садится вся семья, в том числе младенцы. Хозяин благословляет ужин: «Дай, Боже, дочекати всім у здоров’ї до другого року», пробует кутью, крестит и подбрасывает к потолку. Если прилипает хоть немножко — на урожайный год. Если в доме кто-то умер, то и для него кладут ложку.
Сначала едят кутью, а затем и остальных блюд. Поужинав, колядуют.

## Рождество Христово
На Рождество Христово люди идут на праздничное богослужение в церковь. Обычно литургия начинается ночью.

## Колядование
Рождественские праздничные ватаги снаряжали преимущественно парни. Они заранее выбирали ватага, то есть руководителя, «міхоношу», «козу», «пастуха с кнутом» и тому подобное. «Козу» одевали в вывернутый шерстью наружу тулуп, приделывали соломенные рога, хвост и колокольчик на шею. В других регионах были свои отличия, в частности, ватага сопровождали «цыган», «врач», «жид», «смерть с косой» и тому подобное. Впрочем, обязательным атрибутом должна быть подвижная звезда, которую постоянно носил предводитель («Берёза»).
Заходя во двор, колядники просили разрешения и, когда хозяин объявлялся, начинали спектакль с поздравительных песен-колядок и шуточных сценок. В поэтических текстах воспевались хозяин, хозяйка и их дети, им желали счастья и здоровья, а в хозяйстве чтобы были достаток и щедрый приплод. Если в семье были дети, которые долго не разговаривали, то таким давали напиться воды из ритуального колокольчика. Это должно было помочь «оживить звонкий голос». Женщины же, чтобы у них хорошо росла конопля, ненароком обливали «міхоношу» водой. Если в доме была девушка, то она одаривала каждого колядника яблоками и орехами.

## Другие Рождественские мистерии

### Вождение козы

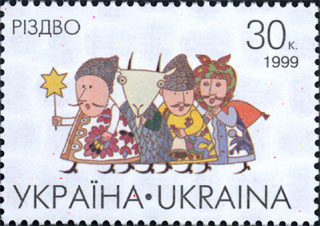
Украинская рождественская марка, 1999 год

«Вождение козы» происходит в щедрый вечер. Центральным моментом этого ритуального действа является танец «Козы», её «смерть» и «воскресение», что символизирует круговорот замирания и возрождения природы.

### Праздничные игры

#### Праздничная игра «Маланка»
В этой игре участвует больше действующих лиц, чем в «Козе», хотя действующие лица почти все те же, что и в «Козе»: дед в маске, еврей, коза, цыган, фершал, сама Маланка.

## Марии
На второй день Рождества, 26 декабря, отмечается праздник Марии, Святой семьи (Иисуса, Марии и Иосифа), по-церковному — Собор Пресвятой Богородицы.
Обрядов в эти дни не проводят, только поют колядки и вертеп, изредка ходят поздравлять именинниц — Марий.

## Щедрый вечер
Щедрый вечер — второй праздник рождественского цикла, через неделю (31 декабря) после Коляды. Щедрый вечер — день христианской святой преподобной Мелании. Этот день ещё называли Меланки. По традиции, празднование сопровождалось обходом домов с пожеланием людям счастья, здоровья и благополучия в Новом Году. Щедруют также театрализованными группами: «Меланка» с «Василем» и «Ряженые».

## Новый год — Василя

### Праздник Маланки
Праздник Маланки был на Монастырищине, он сохранился в приднестровской части Тернопольщины. Обряд «Маланки» берёт своё начало с дохристианских времён. Обрядовых блюд не готовят.

## Крещение. Иордан
Крещение (водосвятие) — третье праздник рождественского цикла. Праздник носил название Йордан, будучи посвящён крещению Иисуса Христа в реке Иордан.

## Значимость и географические вариации
По данным последних соцопросов за 2021 год Рождество считают значимым праздником 49 % граждан Украины. Однако значимость традиций празднования Рождества имеют своеобразную этноязыковую окраску и связаны с географической концентрацией двух основных этнокультурных общин страны. Так, в преимущественно украиноязычных областях страны Рождество считают самым главным праздником страны: запад — 73 % и центр — 47 %. В то же время в русскоязычных областях страны и даже в Киеве большинство опрошенных отдают предпочтение Новому году.
Согласно данным исследования, проведённого Киевским международным институтом социологии (КМИС) в феврале 2024 года, 70 % украинцев празднует Рождество Христово как наиболее популярный праздник, пока Новый год — 47 %.